# وسپا ۶۰۶۲
سیارک ۶۰۶۲ (به انگلیسی: 6062 Vespa، نامگذاری:1983JQ) شش هزار و شصت و دومین سیارک کشف شده‌است که در ۶ مه ۱۹۸۳ کشف شد.
قدر مطلق سیارک برابر ۱۲٫۳۰ است.